# 山西省传统村落列表
中国传统村落是由中华人民共和国住房和城乡建设部、文化和旅游部、国家文物局、财政部、自然资源部、农业农村部予以公布，目前已公布六批共8155个村落，其中山西省619个：第一批48个，第二批22个，第三批59个，第四批150个，第五批271个，第六批69个。

## 太原市

### 晋源区
- 晋源街道：店头村、程家峪村
- 晋祠镇赤桥村

### 阳曲县
- 侯村乡青龙镇村

## 晋中市

### 榆次区
- 东赵乡后沟村
- 东阳镇车辋村
- 什贴镇小寨村
- 长凝镇相立村

### 介休市
- 龙凤镇：张壁村、南庄村、龙凤村、西宋壁村
- 张兰镇：板峪村、张村、旧新堡村、新堡村、史村、下李候村、旧堡村、南贾村
- 连福镇：刘家山村、张良村
- 绵山镇：大靳村、焦家堡村、兴地村、小靳村、马堡村
- 洪山镇洪山村
- 义棠镇田村
- 义安镇北辛武村

### 灵石县
- 两渡镇冷泉村
- 夏门镇夏门村
- 静升镇静升村
- 南关镇董家岭村
- 英武乡雷家庄村

### 平遥县
- 岳壁乡：梁村、西源祠村
- 段村镇：段村、普洞村、横坡村
- 朱坑乡：喜村、六河村
- 东泉镇：东泉村、彭坡头村、赵村、木瓜村
- 卜宜乡：梁家滩村、永城村

### 太谷区
- 北洸镇：北洸村、白城村
- 阳邑乡阳邑村
- 小白乡白燕村、东里村
- 范村镇上安村
- 侯城乡范家庄村
- 水秀乡北郭村

### 和顺县
- 李阳镇回黄村

### 祁县
- 东观镇乔家堡村
- 贾令镇：谷恋村、贾令村、沙堡村
- 古县镇孙家河村、梁村
- 来远镇唐河底村、盘陀村
- 峪口乡上庄村
- 城赵镇修善村

### 昔阳县
- 界都乡长岭村、前车掌村
- 乐平镇：西南沟村、李家沟村、北掌城村、巴洲村
- 皋落镇北岩村
- 大寨镇大寨村
- 赵壁乡：楼坪村、东寨村
- 孔氏乡三教河村

### 榆社县
- 河峪乡下赤峪村
- 云簇镇桃阳村

### 寿阳县
- 宗艾镇：下洲村、宗艾村、神武村尖山、荣生村周家垴
- 西洛镇：南东村、南河村、林家坡村、杏凹村、纂木村
- 平舒乡龙门河村
- 尹灵芝镇：尹灵芝村、郭王庄村
- 羊头崖乡西草庄村
- 平头镇胡家堙村

## 临汾市

### 襄汾县
- 新城镇：丁村、伯玉村
- 汾城镇西中黄村
- 陶寺乡陶寺村
- 景毛乡北李村
- 古城镇京安村
- 襄陵镇黄崖村

### 汾西县
- 僧念镇师家沟村
- 团柏乡下团柏村

### 乡宁县
- 关王庙乡：鼎石村、塔尔坡村、康家坪村、安汾村、鹿凹峪村、下川村、后庄村、上川村、前庄村
- 枣岭乡石鼻村

### 蒲县
- 黑龙关镇化乐村

### 霍州市
- 退沙街道：许村、退沙村
- 大张镇贾村
- 三教乡：库拔村、杜庄村
- 师庄乡：冯南垣村、老张湾村

### 翼城县
- 西阎镇：古桃园村、曹公村、西阎村、兴石村、堡子村、十河村、古十银村、大河村
- 唐兴镇城内村
- 隆化镇：史伯村、南撖村、尧都村、下石门村
- 桥上镇撖庄村
- 浇底乡青城村

### 浮山县
- 响水河镇东陈村

### 曲沃县
- 乐昌镇安吉村
- 曲村镇曲村
- 里村镇石滩村
- 北董乡南林交村

### 洪洞县
- 曲亭镇上寨村
- 万安镇：韩家庄村、万安村

## 运城市

### 万荣县
- 高村乡阎景村

### 新绛县
- 泽掌镇光村
- 北张镇西庄村
- 泉掌镇泉掌村

### 永济市
- 蒲州镇西厢村
- 张营镇舜帝村

### 稷山县
- 西社镇：马跑泉村、铺头村
- 清河镇北阳城村
- 翟店镇西位村

### 垣曲县
- 历山镇：南堡村、同善村
- 蒲掌乡西阳村

### 平陆县
- 张店镇侯王村
- 坡底乡郭原村

### 闻喜县
- 郭家庄镇陈家庄村

### 绛县
- 古绛镇：柴家坡村、南城村、尧寓村
- 大交镇续鲁峪村北坂

### 河津市
- 樊村镇樊村堡村

## 长治市

### 上党区
- 八义镇：八义村、张家沟村
- 贾掌镇西岭村
- 荫城镇：琚寨村、荫城村、桑梓一村、桑梓二村
- 南宋乡：南宋村、太义掌村、赵村
- 西火镇：西队村、东火村、平家庄村
- 苏店镇北天河村

### 平顺县
- 石城镇：东庄村、岳家寨村、白杨坡村、上马村、黄花村、豆峪村、蟒岩村、青草凹村、窑上村、恭水村、遮峪村、牛岭村、老申峧村、豆口村、苇水村、流吉村
- 虹梯关乡：虹霓村、龙柏庵村、虹梯关村
- 阳高乡：奥治村、南庄村、侯壁村、车当村、榔树园村、阳高村、鹞子坡村
- 东寺头乡神龙湾村
- 北社乡：西社村、北社村
- 北耽车乡：安乐村、实会村、王曲村

### 潞州区
- 西白兔镇中村

### 黎城县
- 上遥镇：河南村、正社村
- 停河铺乡霞庄村
- 东阳关镇：枣镇村、长宁村
- 西井镇：东骆驼村、新庄村、仟仵村
- 洪井乡孔家峧村

### 壶关县
- 树掌镇芳岱村、神北村、河东村、树掌村、大会村
- 东井岭乡崔家庄村
- 百尺镇：西岭底村、贾家南底村
- 店上镇瓜掌村
- 晋庄镇东七里村
- 集店镇土河村

### 潞城区
- 黄牛蹄乡：辛安村、土脚村

翟店镇寨上村

### 长子县
- 慈林镇南张店村

### 武乡县
- 蟠龙镇砖壁村
- 石盘农业开发区泉之头村
- 韩北镇王家峪村

### 沁县
- 南里乡唐村

### 沁源县
- 王和镇：古寨村、大栅村
- 灵空山镇下兴居村

## 晋城市

### 高平市
- 原村乡：良户村、原村村、下马游村
- 河西镇：苏庄村、牛村、新庄村、永宁寨村、西李门村、常乐村、回山村、河西村、下庄村、焦河村、梅叶庄村、牛庄村
- 马村镇：大周村、东周村、西周村、康营村、陈村、东崛山村、东宅村、古寨村、马村、唐东村
- 寺庄镇：伯方村（6）、长平村、釜山村、高良村、寺庄村、王报村
- 米山镇：米西村、孝义村、井则沟村、
- 建宁乡：建北村、郭庄村、建南村、李家河村
- 石末乡：石末村、侯庄村、瓮庄村
- 东城街道：店上村
- 南城街道：北陈村、上韩庄村、上庄村
- 三甲镇：北庄村、赤祥村、邢村、赵家山村
- 神农镇：邱村、故关村、团东村、团西村、中庙村、李家庄村
- 陈区镇：铁炉村、王村村
- 北诗镇：丹水村、东吴庄村、龙尾村
- 野川镇：杜寨村

### 泽州县
- 北义城镇：西黄石村
- 晋庙铺镇：拦车村、天井关村、窑掌村、黑石岭村、小口村
- 南村镇：冶底村
- 大东沟镇：东沟村、贾泉村、贺坡村、峪南村、辛壁村、黑泉沟村、西洼村
- 周村镇：石淙头村、周村、杨山村
- 巴公镇渠头村
- 山河镇洞八岭村
- 李寨乡陟椒村
- 南岭镇：段河村、葛万村、李沟村、陈河村、白背村、黄砂底村、宋泉村、漏道底村、阎庄村、裴凹村
- 大阳镇：东街村、西街村、金汤寨村、一分街村、四分街村、李家庄村、都家山村、二分街村、三分街村
- 犁川镇：成庄村、西沟村、马寨村、上犁川村、下铁南村
- 高都镇：善获村、保福村、南街村、岭上村、薛庄村
- 大箕镇：南沟村、秋木洼村、南河底村、两谷坨村、南峪村
- 下村镇上村村
- 金村镇水北村
- 柳树口镇南庄村
- 川底乡董山村

### 阳城县
- 北留镇：皇城村、郭峪村、尧沟村、大桥村、章训村、石苑村、史山村、西封村
- 润城镇：上庄村、屯城村、上伏村、中庄村、润城村、北音村、王村、下庄村、刘善村
- 凤城镇南安阳村
- 河北镇：孤堆底村、匠礼村、下交村
- 横河镇：中寺村、受益村
- 东冶镇：西冶村、月院村
- 白桑乡：洪上村、通义村
- 固隆乡：固隆村、泽城村、府底村
- 次营镇西南村

### 陵川县
- 西河底镇：积善村、黄庄村、张仰村、现岭村
- 附城镇：田庄村、夏壁村、丈河村、西瑶泉村、玉泉村
- 礼义镇：平川村、东街村
- 杨村镇：平居村
- 六泉乡：浙水村、六泉村
- 秦家庄乡侯家庄村
- 平城镇：石井村、义汉村

### 沁水县
- 土沃乡：西文兴村、塘坪村、南阳村、交口村、上沃泉村、下沃泉村
- 嘉峰镇：窦庄村、郭壁村、郭北村、郭南村、嘉峰村、尉迟村、武安村、
- 郑村镇湘峪村
- 中村镇：上阁村、蒲泓村、张马村
- 端氏镇：端氏村、坪上村
- 郑庄镇郎壁村

## 阳泉市

### 郊区
- 义井镇：小河村、大阳泉村
- 平坦镇官沟村
- 荫营镇：辛庄村、三都村
- 西南舁乡大洼村

### 平定县
- 冠山镇：宋家庄村、西锁簧村
- 东回镇：瓦岭村、马山村、七亘村、南峪村、娘娘庙村
- 娘子关镇：上董寨村、下董寨村、娘子关村、新关村、河北村、旧关村、城西村
- 石门口乡：乱流村、西郊村、大石门村
- 巨城镇：南庄村、上盘石村、下盘石村、岩会村、移穰村、会里村、西岭村、龙庄村、西小麻村、柴家庄村
- 张庄镇：桃叶坡村、张庄村、土岭头村、下马郡头村、宁艾村
- 岔口乡：冯家峪村、大前村、秋林庄村
- 锁簧镇东锁簧村
- 冶西镇苇池村
- 柏井镇：柏井四村、柏井一村、白灰村、柏木井村

### 盂县
- 梁家寨乡：大汖村、骆驼道村、石家塔村、黄树岩村
- 孙家庄镇乌玉村

## 吕梁市

### 汾阳市
- 杏花村镇东堡村
- 阳城乡虞城村
- 三泉镇：巩村、南马庄村、任家堡村、东赵村
- 峪道河镇下张家庄村

### 孝义市
- 新义街道贾家庄村
- 崇文街道宋家庄村
- 高阳镇：白璧关村、临水村、高阳村、小垣村
- 下堡镇：官窑村、昔颉堡村
- 大孝堡镇大孝堡村
- 振兴街道司马村

### 交口县
- 双池镇西庄村
- 桃红坡镇西宋庄村
- 回龙乡：明志沟村、韩家沟村
- 康城镇康城村

### 临县
- 碛口镇：西湾村、李家山村、寨则山村、寨则坪村、尧昌里村、白家山村、垣上村
- 三交镇孙家沟村
- 安业乡前青塘村
- 林家坪镇南圪垛村（含沙垣组）
- 招贤镇：渠家坡村、小塔则村
- 曲峪镇白道峪村

### 柳林县
- 三交镇：三交村、下塔村
- 陈家湾乡：高家垣村、闫家湾村
- 王家沟乡：南洼村、曹家塔村
- 柳林镇：贺昌村、于家沟村
- 孟门镇：后冯家沟村、西坡村
- 西王家沟乡：兴隆湾村、大庄村
- 穆村镇：穆村第二村、穆村第一村
- 薛村镇军渡村
- 成家庄镇王家坡村
- 贾家垣乡冯家垣村康家垣村

### 离石区
- 枣林乡彩家庄村
- 吴城镇街上村
- 交口街道杜家山村

### 石楼县
- 龙交乡君庄村
- 义牒镇：义牒村、留村

### 文水县
- 凤城镇：前周村、南徐村
- 开栅镇北徐村
- 刘胡兰镇刘胡兰村
- 下曲镇：北辛店村、梁家堡村
- 孝义镇：上贤村、平陶村
- 马西乡神堂村
- 南庄镇温云营村

### 兴县
- 高家村镇碧村

### 方山县
- 峪口镇张家塔村
- 北武当镇来堡村

### 交城县
- 夏家营镇段村
- 天宁镇磁窑村

### 中阳县
- 武家庄镇刘家圪垛村
- 枝柯镇师庄村

## 忻州市

### 宁武县
- 涔山乡：王化沟村、小石门村
- 东寨镇二马营村
- 迭台寺乡西沟村

### 繁峙县
- 神堂堡乡：茨沟营村、韩庄村
- 杏园乡公主村
- 横涧乡平型关村
- 岩头乡岩头村

### 河曲县
- 旧县乡旧县村
- 楼子营镇罗圈堡村
- 巡镇五花城堡村

### 岢岚县
- 大涧乡寺沟会村
- 宋家沟乡北方沟村
- 王家岔乡王家岔村

### 偏关县
- 万家寨镇：万家寨村、老牛湾村
- 老营镇老营村

### 静乐县
- 赤泥洼乡龙家庄村

### 五台县
- 豆村镇：东会村、闫家寨村
- 东冶镇：槐荫村、永安村
- 门限石乡边家湾村

### 定襄县
- 宏道镇：北社东村、西社村

### 保德县
- 东关镇陈家梁村

### 原平市
- 东社镇王东社村
- 中阳乡大阳村
- 王家庄乡南怀化村

### 神池县
- 八角镇八角村
- 东湖乡达木河村

## 大同市

### 天镇县
- 新平堡镇新平堡村
- 谷前堡镇：水磨口村、白羊口村
- 马家皂乡安家皂村
- 逯家湾镇永嘉堡村

### 灵丘县
- 红石塄乡觉山村
- 独峪乡：花塔村、曲回寺村
- 下关乡杨庄村

### 新荣区
- 堡子湾乡得胜堡村
- 郭家窑乡助马堡村

### 浑源县
- 永安镇神溪村

### 广灵县
- 蕉山乡：殷家庄村、西蕉山村
- 壶泉镇涧西村

### 云州区（大同县）
- 杜庄乡落阵营村
- 许堡乡许堡村
- 峰峪乡徐疃村

### 云冈区
- 高山镇高山村

## 朔州市

### 山阴县
- 张家庄乡旧广武村
- 北周庄镇燕庄村
- 马营庄乡故驿村

### 朔城区
- 南榆林乡：青钟村、王化庄村
- 北旺庄街道新安庄村

### 平鲁区
- 高石庄乡七墩村

### 右玉县
- 李达窑乡破虎堡村

### 应县
- 南河种镇小石口村
- 大临河乡北楼口村

### 怀仁市
- 云中镇中街村
- 河头乡王皓疃村